# Carlo Cipolla
Carlo Cipolla (Verona, 26 settembre 1854 – Tregnago, 23 novembre 1916) è stato uno storico italiano, professore di Storia moderna all'Università di Torino, dal 1882 al 1906, e, in seguito, presso l'Istituto di studi superiori di Firenze.

## Biografia
Carlo Cipolla, conte palatino, figlio di Giulio Cipolla e di Laura Balladoro, nacque da una delle più antiche e prestigiose famiglie dell'aristocrazia veronese. Dopo aver frequentato le scuole nella città natale, si iscrisse all'Università di Padova dove fu allievo dello storico Giuseppe De Leva e del paleografo Andrea Gloria. Si occupò dapprima di paleografia e diplomatica, di critica dei testi classici e di storia medievale.

## Attività scientifica
La sua opera principale fu la Storia delle Signorie italiane dal 1313 al 1530, pubblicata in uno dei volumi della Storia d'Italia edita dall'editore Vallardi nel 1881, il cui successo gli consentì di vincere il concorso per la cattedra di Storia moderna all'università di Torino che era stata di Ercole Ricotti.
I suoi interessi si indirizzarono quindi verso la storia monastica: importanti, a tal proposito, sono la monografia sull'abbazia della Novalesa, e lo studio della civiltà germanica nei suoi rapporti con l'Italia.
Da segnalare anche la sua collaborazione con:
- Deputazione Subalpina di storia patria
- Giornale storico
- Jahresberichte der Geschichtswissenschaft
- Mitteillungen der Instituts für Österreichische Geschichtsforschung

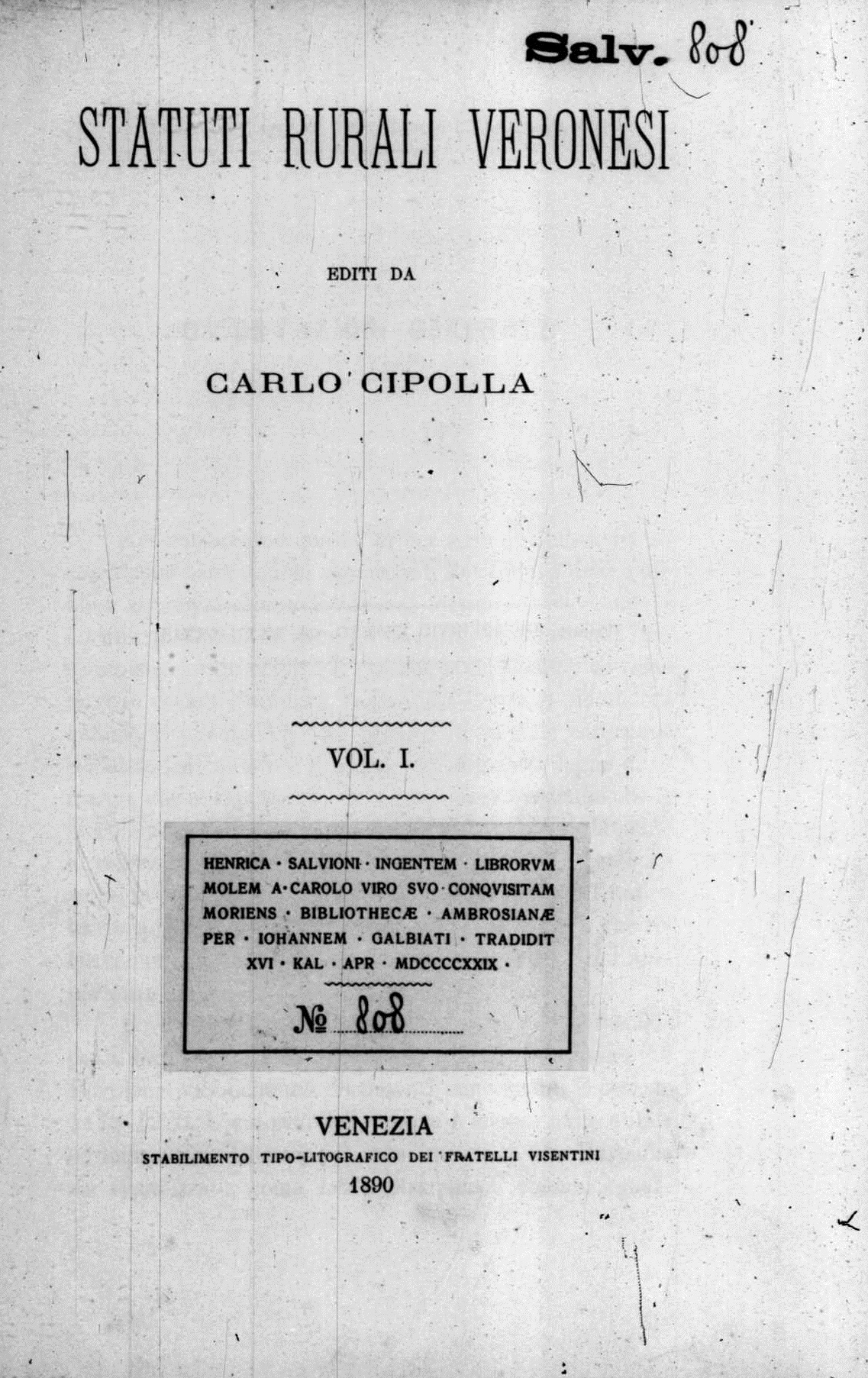
Statuti rurali veronesi, 1890

- Monumenta Germaniae Historica
- Nuovo Archivio veneto
- Revue historique
- Rivista storica italiana

## Opere
- Storia delle Signorie italiane dal 1313 al 1530, Vallardi 1881
- Statuti rurali veronesi, vol. 1, Venezia, Fratelli Visentini, 1890.
- Per la storia d'Italia e dei suoi conquistatori nel Medioevo più antico  Bologna, 1895
- Monumenta Novaliciensia vetustiora. Raccolta degli atti e delle cronache riguardanti l'Abbazia di Novalesa, 2 volumi. Roma, Forzani e C. tipografi del Senato, 1898-1901.
- Codice diplomatico del monastero di S. Colombano di Bobbio fino all'anno 1208. A cura di Carlo Cipolla e di Giulio Buzzi. Torino, Bottega d'Erasmo, senza data.
- Cartario di Pinerolo fino all'anno 1300. Il gruppo dei diplomi adelaidini a favore dell'abbazia di Pinerolo. A cura di Ferdinando Gabotto e Carlo Cipolla. Pinerolo, Tipografia Chiantore-Mascarelli, 1899 (Biblioteca della Società Storica Subalpina, 2).
- Della supposta fusione degli Italiani coi Germani nei primi secoli del medioevo.  Roma, 1901 (Rendiconti della Regia Accademia dei Lincei. Classe di scienze morali, storiche e filologiche, 9).
- La supposta fusione dei Longobardi colla popolazione italiana secondo Giovanni Villani e Gabrio de Zamorei. "Atti della Regia Accademia delle scienze di Torino", volume 45 (1910).